# 张伟 (嘉庆进士)
张伟（1764年—1832年），字逊夫，山东掖县人。清朝政治人物。

## 生平
嘉庆十二年（1807年）丁卯科舉人，嘉慶二十二年（1817年）中式第116名进士。授湖南兴宁县知县。參撰《兴宁县志》六卷。

## 家族
六世祖张孔教，明万历年间进士。张伟乃张忻侄儿张竚（张性之子）的玄孙。其两子张尔牧、张尔宇及其孙张弼都高中进士，20年间一门三代四进士，一時传为佳话。道光帝御赐「祖孙父子兄弟叔侄进士」匾额。